# 北海道道527号望来当別線

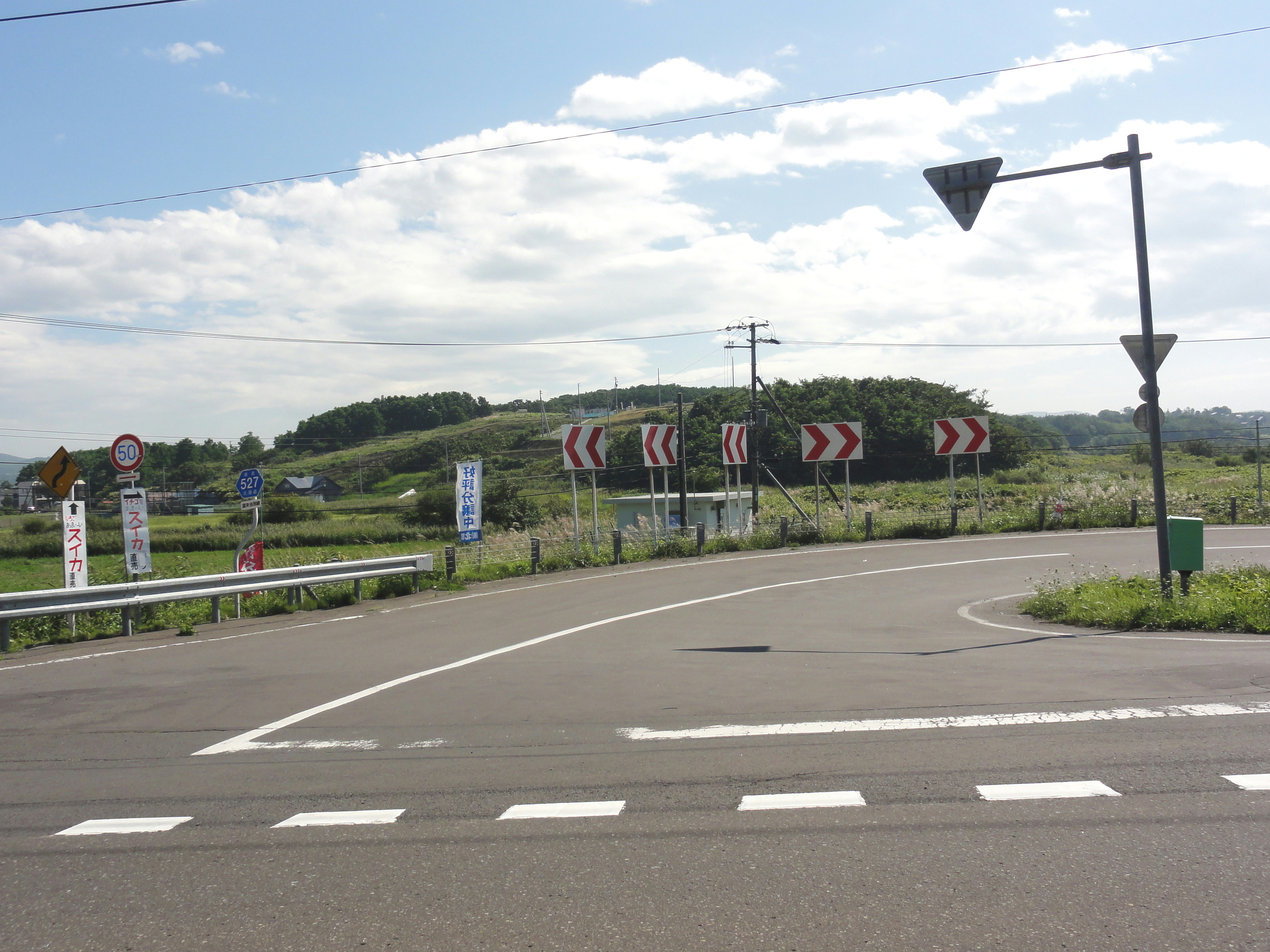
石狩市厚田区望来(起点)付近にて（2012年8月）

北海道道527号望来当別線（ほっかいどうどう527ごう もうらいとうべつせん）は、北海道石狩市と石狩郡当別町を結ぶ一般道道（北海道道）である。

## 概要

### 路線データ
- 起点：北海道石狩市厚田区望来（国道231号交点）
- 終点：北海道石狩郡当別町若葉（北海道道81号岩見沢石狩線交点）
- 総延長：17.002 km
- 実延長：16.967 km
- 重用延長：0.035 km

### 道路管理者
- 空知総合振興局 札幌建設管理部 当別出張所

## 歴史
- 1966年（昭和41年）3月31日 - 路線認定[1]。

## 地理

### 通過する自治体
- 石狩振興局
  - 石狩市
  - 石狩郡当別町

### 交差する道路
石狩市
- 国道231号 - 厚田区望来（起点）

当別町
- 北海道道81号岩見沢石狩線 - 若葉（終点）